# Phaeophyscia strigosa
Phaeophyscia strigosa är en lavart som först beskrevs av Poelt & Buschardt, och fick sitt nu gällande namn av N. S. Golubk. Phaeophyscia strigosa ingår i släktet Phaeophyscia och familjen Physciaceae.   Inga underarter finns listade i Catalogue of Life.